# Kechro
Kechro (in greco Κέχρος?, in turco: Mehrikoz, in bulgaro: Merikos, Мерикос) è una ex comunità della Grecia nella periferia della Macedonia orientale e Tracia di 1.558 abitanti secondo i dati del censimento 2001.
È stata soppressa a seguito della riforma amministrativa detta Programma Callicrate in vigore dal gennaio 2011 ed è ora compresa nel comune di Arriana.